# Danilo
Danilo is een jongensnaam afkomstig uit het Italiaans, Portugees, Spaans en Servisch. De naam is afgeleid van het Hebreeuwse Daniël, wat "God is mijn rechter" betekent. Tot de jaren 1990 kwam de naam nauwelijks voor in Nederland.

## Bekende naamdragers
- Danilo Avelar (1989), Braziliaans voetballer
- Danilo Barbosa da Silva (1996), Braziliaans voetballer
- Danilo Cataldi (1994), Italiaans voetballer
- Danilo Celano (1989), Italiaans wielrenner
- Danilo D'Ambrosio (1988), Italiaans voetballer
- Danilo Di Luca (1976), Italiaans wielrenner
- Danilo Dončić (1969), Servisch voetballer
- Danilo Gabriel de Andrade (1979), Braziliaans voetballer
- Danilo Gallinari (1988), Italiaans basketballer
- Danilo Goffi (1972), Italiaans langeafstandsloper
- Danilo Grujić (1980), Servisch voetbalscheidsrechter
- Danilo Hondo (1974), Duits wielrenner
- Danilo II van Montenegro (1826–1860), Montenegrijns vorst
- Danilo Kiš (1935–1989), Joegoslavisch schrijver
- Danilo Larangeira (1984), Braziliaans voetballer
- Danilo Lim (1955–2021), Filipijns brigadegeneraal
- Danilo Lokar (1892–1982), Sloveens schrijver en arts
- Danilo Luiz da Silva (1991), Braziliaans voetballer
- Danilo Pereira (1991), Portugees voetballer
- Danilo Medina (1951), Dominicaans politicus
- Danilo Pantić (1996), Servisch voetballer
- Danilo Pereira da Silva (1999), Braziliaans voetballer
- Danilo Petrucci (1990), Italiaans motorcoureur
- Danilo Pérez (1966), Panamees jazzpianist
- Danilo Soares (1991), Braziliaans voetballer
- Danilo Türk (1952), Sloveens politicus